# Bochicidae
Los boquícidos (Bochicidae) son una familia de pseudoscorpiones distribuidos por el Caribe, Centroamérica y México con una especie al norte de Texas.

## Géneros
Según Pseudoscorpions of the World 1.2:
- Bochicinae Chamberlin, 1930
  - Antillobisium Dumitresco & Orghidan, 1977
  - Bochica Chamberlin, 1930
  - Spelaeobochica Mahnert, 2001
  - Troglobisium Beier, 1939
  - Troglobochica Muchmore, 1984
  - Troglohya Beier, 1956
  - Vachonium Chamberlin, 1947
- Leucohyinae Chamberlin, 1946
  - Apohya Muchmore, 1973
  - Leucohya Chamberlin, 1946
  - Mexobisium Muchmore, 1972
  - Paravachonium Beier, 1956